# Скиннер, Джулия
Джу́лия Ски́ннер  (англ. Julie Skinner, урожд. Джу́лия Са́ттон, англ. Julie Sutton; род. 23 апреля 1968, Калгари, Альберта) — канадская кёрлингистка.
В составе женской команды Канады участник и бронзовый призёр зимних Олимпийских игр 2002 года; также участвовала в зимних Олимпийских играх 1992 года, где кёрлинг был представлен как демонстрационный вид спорта) и где женская команда Канады завоевала бронзовую медаль; участник двух чемпионатов мира (чемпионы мира в 2000, серебряные призёры в 1991). Двукратная чемпионка Канады среди женщин (1991, 2000). В составе юниорской женской команды Канады участник чемпионата мира 1991 (стали чемпионами). Двукратная чемпионка Канады среди юниоров (1986, 1987).
Играла на позициях третьего и четвёртого. Несколько сезонов была скипом команды.
В 2020 была введена в Зал славы канадского кёрлинга.

## Достижения
- Зимние Олимпийские игры: бронза (1992 — демонстрационный вид спорта; 2002).
- Чемпионат мира по кёрлингу среди женщин: золото (2000), серебро (1991).
- Чемпионат Канады по кёрлингу среди женщин: золото (1991, 2000), серебро (1992, 2001).
- Канадский олимпийский отбор по кёрлингу: золото (2001).
- Кубок Канады по кёрлингу: серебро (2003).
- Континентальный Кубок по кёрлингу: золото (2002).
- Чемпионат мира по кёрлингу среди юниоров: золото (1988).
- Чемпионат Канады по кёрлингу среди юниоров: золото (1986, 1987).
- Приз самому ценному игроку имени Сандры Шмирлер на женском чемпионате Канады: 2000.
- Команда всех звёзд (англ. All-Stars team) женского чемпионата Канады: 1991} (позиция «четвёртого/скипа»).
- В 2002 году введена в зал спортивной славы канадской провинции Британская Колумбия.

## Команды
| Сезон   | Четвёртый          | Третий         | Второй             | Первый         | Запасной                              | Турниры                   |
| ------- | ------------------ | -------------- | ------------------ | -------------- | ------------------------------------- | ------------------------- |
| 1985—86 | Джоди Саттон       | Джулия Саттон  | Dawn Rubner        | Chris Thompson |                                       | ЧКЮ 1986                  |
| 1987—88 | Джулия Саттон      | Judy Wood      | Susan Auty         | Марла Гейгер   |                                       | ЧКЮ 1987 · ЧМЮ 1988       |
| 1986—87 | Джоди Саттон       | Джулия Саттон  | Dawn Rubner        | Chris Thompson |                                       | ЧКЮ 1987                  |
| 1988—89 | Джулия Саттон      | Пэт Сандерс    | Джорджина Хоукс    | Мелисса Солиго | Диана Нельсон                         | ЧК 1989 (5 место)         |
| 1990—91 | Джулия Саттон      | Джоди Саттон   | Мелисса Солиго     | Кэрри Уилмс    | Элейн Дагг-Джексон                    | ЧК 1991 · ЧМ 1991         |
| 1991—92 | Джулия Саттон      | Джоди Саттон   | Мелисса Солиго     | Кэрри Уилмс    | Элейн Дагг-Джексон                    | ЗОИ 1992 (демо) · ЧК 1992 |
| 1992—93 | Джулия Саттон      | Джоди Саттон   | Мелисса Солиго     | Кэрри Уилмс    | Элейн Дагг-Джексон                    | ЧК 1993 (4 место)         |
| 1999—00 | Келли Лоу          | Джулия Скиннер | Джорджина Уиткрофт | Диана Нельсон  | Элейн Дагг-Джексон                    | ЧК 2000                   |
| 1999—00 | Келли Лоу          | Джулия Скиннер | Джорджина Уиткрофт | Диана Нельсон  | Шерил Нобл тренер: Элейн Дагг-Джексон | ЧМ 2000                   |
| 2000—01 | Келли Лоу          | Джулия Скиннер | Джорджина Уиткрофт | Диана Нельсон  | Шерил Нобл тренер: Элейн Дагг-Джексон | ЧК 2001                   |
| 2001—02 | Келли Лоу          | Джулия Скиннер | Джорджина Уиткрофт | Диана Нельсон  | Шерил Нобл тренер: Gene Friesen       | КООК 2001 · ЗОИ 2002      |
| 2002—03 | Келли Лоу          | Джулия Скиннер | Джорджина Уиткрофт | Диана Дезура   |                                       | КК 2003                   |
| 2003—04 | Джорджина Уиткрофт | Diane McLean   | Shellan Reed       | Диана Дезура   | Джулия Скиннер                        | ЧК 2004 (9 место)         |

(скипы выделены полужирным шрифтом)

## Частная жизнь
Джулия и её сестра-близнец Джоди Саттон много лет играли в кёрлинг в одной команде.
После ухода из кёрлинга Джулия начала работать в автомобильной ассоциации Британской Колумбии.